# Langenstraße 10 (Stralsund)
Das Haus Langenstraße 10 in Stralsund ist ein denkmalgeschütztes Bauwerk in der Langenstraße, Ecke Unnütze Straße.

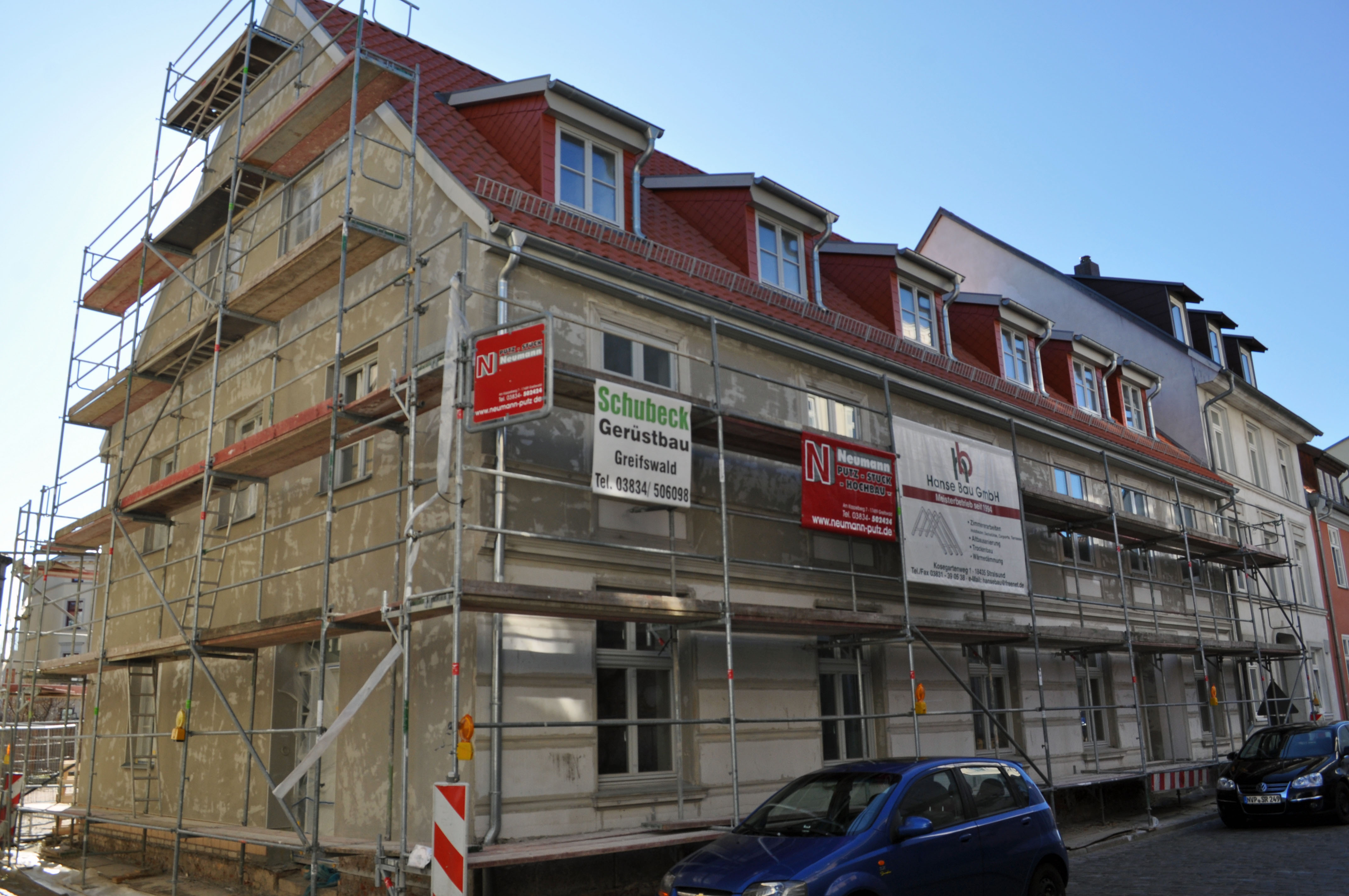
Haus Langenstraße 10 in Stralsund (2012)

Das Traufenhaus an der Ecke zur Unnützen Straße wurde am Ende des 18. Jahrhunderts gebaut. Aus dieser Zeit stammt noch die Haustür, die rautengegliedert ist. Das Haus besitzt zwei Geschosse mit Satteldach und ist in sechs Achsen gegliedert. Die Fassade wurde 1871 neu gestaltet und erhielt dabei eine Putzbänderung im Erdgeschoss und das Gesimsband, das die Geschosse optisch trennt.
Das Haus im Kerngebiet des von der UNESCO als Weltkulturerbe anerkannten Stadtgebietes des Kulturgutes „Historische Altstädte Stralsund und Wismar“ ist in die Liste der Baudenkmale in Stralsund eingetragen.